# Danio dangila
Danio dangila és una espècie de peix de la família dels ciprínids i de l'ordre dels cipriniformes. Poden assolir fins a 8,3 cm de longitud total.
Es troba a l'Índia, Bangladesh, el Nepal, Myanmar i Bhutan.